# Kuchařovice
Kuchařovice är en ort i Tjeckien.   Den ligger i regionen Södra Mähren, i den sydöstra delen av landet, 180 km sydost om huvudstaden Prag. Kuchařovice ligger 300 meter över havet och antalet invånare är 908.
Terrängen runt Kuchařovice är lite kuperad. Runt Kuchařovice är det ganska tätbefolkat, med 78 invånare per kvadratkilometer. Närmaste större samhälle är Znojmo, 3,1 km sydväst om Kuchařovice. Trakten runt Kuchařovice består till största delen av jordbruksmark.